# Johann Hofstätter
Johann Hofstätter (12 gennaio 1913 – 27 luglio 1996) è stato un calciatore austriaco, di ruolo centrocampista.

## Carriera

### Nazionale
Ha collezionato 1 presenza con la Nazionale tedesca.

## Statistiche

### Cronologia presenze e reti in Nazionale
| Cronologia completa delle presenze e delle reti in nazionale ― Germania | Cronologia completa delle presenze e delle reti in nazionale ― Germania | Cronologia completa delle presenze e delle reti in nazionale ― Germania | Cronologia completa delle presenze e delle reti in nazionale ― Germania | Cronologia completa delle presenze e delle reti in nazionale ― Germania | Cronologia completa delle presenze e delle reti in nazionale ― Germania | Cronologia completa delle presenze e delle reti in nazionale ― Germania | Cronologia completa delle presenze e delle reti in nazionale ― Germania |
| Data                                                                    | Città                                                                   | In casa                                                                 | Risultato                                                               | Ospiti                                                                  | Competizione                                                            | Reti                                                                    | Note                                                                    |
| ----------------------------------------------------------------------- | ----------------------------------------------------------------------- | ----------------------------------------------------------------------- | ----------------------------------------------------------------------- | ----------------------------------------------------------------------- | ----------------------------------------------------------------------- | ----------------------------------------------------------------------- | ----------------------------------------------------------------------- |
| 14-4-1940                                                               | Vienna                                                                  | Germania                                                                | 1 – 2                                                                   | Jugoslavia                                                              | Amichevole                                                              | -                                                                       |                                                                         |
| Totale                                                                  |                                                                         | Presenze                                                                | 1                                                                       |                                                                         | Reti                                                                    | 0                                                                       |                                                                         |

## Palmarès

### Club

#### Competizioni nazionali
- Campionato austriaco: 3

Rapid Vienna: 1937-1938, 1939-1940, 1940-1941
- Campionato tedesco: 1

Rapid Vienna: 1940-1941
- Coppa di Germania: 1

Rapid Vienna: 1938

### Allenatore

#### Competizioni nazionali
- Fußball-Regionalliga (Austria): 1

First Vienna: 1968-1969